# إيفون ألفاريز
إيفون ألفاريز (من مواليد 25 أبريل 1978) هي سياسية مكسيكية تنتمي إلى الحزب الثوري المؤسسي. في عام 2012 تم انتخابها لتكون عضوًا في مجلس الشيوخ في الهيئة التشريعية الثانية والستين للكونغرس المكسيكي ممثلة نويفو ليون. كانت أيضًا رئيسة بلدية غوادالوبي نويفو ليون، وقد تعرضت لانتقادات واسعة لعدم وفائها بولايتها في السعي للحصول على منصب في مجلس الشيوخ، وعدت ألفاريز علنًا خلال حملتها بعدم القيام بذلك. في الانتخابات العامة لعام 2018 حصلت على مقعد في مجلس النواب بالكونغرس المكسيكي.
قبل أن تصبح سياسية عملت كمضيفة لبرنامج تلفزيوني يسمى الفرقة الموسيقية. في يناير 2015 تم تعيينها كمرشح الحزب الثوري المؤسسي لانتخابات حكام نويفو ليون لعام 2015.